# Tepuka Vili Vili
Tepuka Vili Vili (Tepuka Savilivili) – niewielka, bezludna wyspa położona na Oceanie Spokojnym, w archipelagu Tuvalu, w północno-zachodniej części atolu Funafuti.
Tepuka Vili Vili jest częścią ustanowionego w 1996 roku Obszaru Chronionego Kogatapu, mającego na celu zachowanie naturalnej fauny i flory tego obszaru.
W 1997 cała roślinność i większość piasku zostały wymyte z wyspy przez cyklon Meli.